# Бодаревский, Николай Корнилиевич
Никола́й Корни́лиевич Бодаре́вский (24 ноября [6 декабря] 1850, Одесса — 1921, там же) — русский и украинский живописец, представитель петербургского академизма, один из наиболее одиозных художников времён контрреформ и Серебряного века; мастер салонных портрета и жанровой картины, церковный декоратор. Академик Императорской Академии художеств (c 1908), член Товарищества передвижников (с 1884; экспонент с 1880) и Товарищества южнорусских художников (с 1900).

## Биография
Родился в Одессе. Дворянин, сын титулярного советника, возводившего происхождение к роду молдавских господарей Чегодар-Бодарескул. Сестра — Екатерина Корнелиевна Петрококино (1852—1939) — тоже была художницей.
Окончил рисовальную школу Одесского товарищества поощрения изящных искусств, находившуюся в ведении Императорской Академии художеств.
С 1869 по 1873 год учился в Императорской Академии художеств в классе исторической живописи П. М. Шамшина, Т. А. Неффа, В. П. Верещагина.
Во время учёбы в 1871 году получил четыре серебряные медали: две малые и две большие медали Академии «За успех в рисовании», в 1873 году — две малые золотые за картину «Давид играет на гуслях перед Саулом».
В 1875 году Бодаревскому Академией присвоено звание классного художника 1-й степени за картину «Апостол Павел объясняет догматы веры перед царём Агриппой».
С 1880 по 1918 год Бодаревский был экспонентом Товарищества передвижных художественных выставок, с 1884 года — членом Товарищества.
В 1908 году художнику было присвоено звание академика Императорской Академии художеств.
Бодаревский умер в 1921 году, был похоронен на первом (старом) городском кладбище; могила, вместе со всем названным некрополем и храмом «Во имя всех святых», была уничтожена в 1935 году.

## Творчество
Наряду с В. М. Васнецовым, М. В. Нестеровым, А. П. Рябушкиным, Н. Н. Харламовым и другими живописцами, Бодаревский участвовал в создании художественного убранства Храма Воскресения Христова (Спаса на Крови). По живописным эскизам художника созданы 16 мозаик: «Святой Владимир», «Святая Мария Магдалина», «Святая Царица Александра», «Николай Чудотворец», «Богоматерь с двумя ангелами», «Архидьякон Лаврентий», «Господь Эммануил», «Святой Архидьякон Стефан», два серафима и четыре архангела (мозаики иконостасов), а также «Предательство Иуды» и «Христос перед Пилатом» (мозаики юго-западного пилона).
|                       |                        |                    |                 |                          |              |
| Христос перед Пилатом | Святая Мария Магдалина | Николай Чудотворец | Святой Владимир | Святая царица Александра | Поцелуй Иуды |

В 1889 году директор и главный вдохновитель строительства Большого зала Московской консерватории Василий Ильич Сафонов лично заказал у академика живописи Бодаревского четырнадцать портретов выдающихся композиторов, для украшения Большого концертного зала на 1700 мест. К открытию Большого зала в марте 1901 года, картины были закончены Бодаревским и установлены на свои места. Овальные лепные рамы к картинам были исполнены А. А. Аладьиным. В 1953 году портреты Мендельсона, Гайдна, Глюка и Генделя были сняты в ходе так называемой «борьбы с космополитизмом» и заменены на портреты Римского-Корсакова, Мусоргского, Даргомыжского и Шопена работы художников М. А. Суздальцева и Н. П. Мещанинова. В 1999 году портреты Мендельсона и Гайдна были случайно обнаружены комендантом Большого зала консерватории. Картины были отреставрированы и установлены у центрального входа в партер. В 2008 году под портретами были установлены мраморные доски. Местонахождение портретов Глюка и Генделя работы Бодаревского неизвестно.
В 2005 году полотно Бодаревского «Крестьянская украинская девочка» (1892) было продано с аукциона в Лондоне за 86 тысяч фунтов стерлингов.
|                     |                 |                   |               |                   |                    |              |               |
| Людвиг ван Бетховен | Пётр Чайковский | Франц Йозеф Гайдн | Михаил Глинка | Феликс Мендельсон | Франц Петер Шуберт | Роберт Шуман | Рихард Вагнер |

### Отзывы современников о творчестве художника
|                                         | Выставка не открывалась без того, чтобы Волков не поссорился с Бодаревским, и очень крупно. Доходило дело до того, что некоторые иногда опасались: не подерутся ли Волков с Бодаревским. Портретист Бодаревский Николай Корнильевич был тяжким крестом для передвижников. В молодости подававший надежды как живописец и отмеченный Крамским, он был избран членом Товарищества, но скоро как-то распустился, перевел все на заработок, на деньги. Его портреты нравились буржуазному обществу, главным образом дамам. Он до иллюзии точно выписывал модные платья, прикрашивал и молодил лица, как куколкам, угождая вкусам заказчиков. Строил Бодаревский из себя художника-барина какой-то высшей марки. Необычайно напыщенный и салонный тон, французская речь с дамами, целованье их ручек, обхаживание денежных особ и, несмотря на довольно значительный заработок, постоянная задолженность. Затеи нелепые: строил себе дом-виллу под Одессой какого-то бестолкового стиля, считая его за арабский, пробивал тоннель в скале к морю. Во всем был сумбур и художественная пошлость. Но какой барин! Высокий и довольно красивый, в золотом пенсне и с надменным выражением лица. Как будто приказывал: „Эй, человек! подай мне!” Передвижники не выносили его, но по уставу не могли исключить из своей среды, так как преступлений он все же не совершал. Только когда ставил вещи, спускавшиеся до уровня порнографии, товарищи протестовали и убирали их с выставки. В этих случаях Волков выступал застрельщиком, говорил Бодаревскому откровенные, крайне обидные для авторского самолюбия слова и приказывал рабочим снимать непозволительные по правилам передвижников картины Бодаревского. Конечно, атмосфера разражалась грозой, доходившей чуть не до поединка, особенно на обедах, устраиваемых перед открытием выставки. |
| Я. Д. Минченков. «Волков Ефим Ефимович» | |

|                                                              | И во всей русской живописи сегодняшнего дня нет ни одной картины. Выставки — громадные папки открыток или ученических тетрадей, из которых изредка пристальным глазом отметишь рядом с мясом Бодаревского лапоть Гончаровой над двумя-тремя розами Машкова. |
| Владимир Маяковский, «Живопись сегодняшнего дня», (май 1914) | |

|                                                | Когда к передвижникам влилась новая струя из Московского общества художников — Бялыницкий-Бируля, Жуковский, Петровичев, Туржанский и другие, за которых, к слову сказать, самым ярым ходатаем был Репин, — для новых пришельцев явился совершенно недопустимым Бодаревский. Мало кто теперь помнит этого ужасного художника, специализировавшегося на женских портретах и являвшегося воплощением пошлости. Все его красавицы точно сошли с конфетных или папиросных коробок, только в увеличенном виде. Но он был старым членом Товарищества передвижников, и отделаться от него было трудно. Однако его картины, большие, яркие и крикливые, портили всю физиономию выставки. Большая часть художников обратилась к Репину как к наиболее чтимому и авторитетному члену общества с просьбой очистить выставку от Бодаревского. Репин огорчился. — О, о, о… нельзя же… как-то нужно… по-товарищески… Да бог с ним — пусть висит! Художники замолчали. На другой день назначен был обход — ещё до вернисажа. Репин пришел. Выставка была очень удачна. Репин ходил от картины к картине, но всё беспокойно возвращался к полотну Бодаревского, словно его тянуло. Вдруг не выдержал: подошёл к Бодаревскому и, дёрнув его за рукав, умоляющим тоном воскликнул: — Николай Корнилиевич! Уберите, не сердитесь, уберите… Портит всё… и портит вам! Так и заставил его убрать картину. |
| Т. Л. Щепкина-Куперник. «Поздние воспоминания» | |

## Галерея

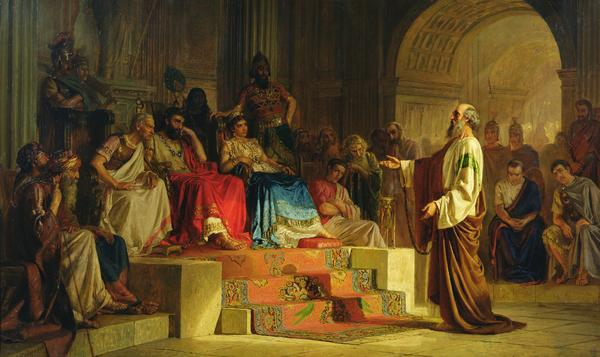
«Суд над апостолом Павлом», 1875, холст, масло — Закарпатский художественный музей имени Иосифа Бокшая
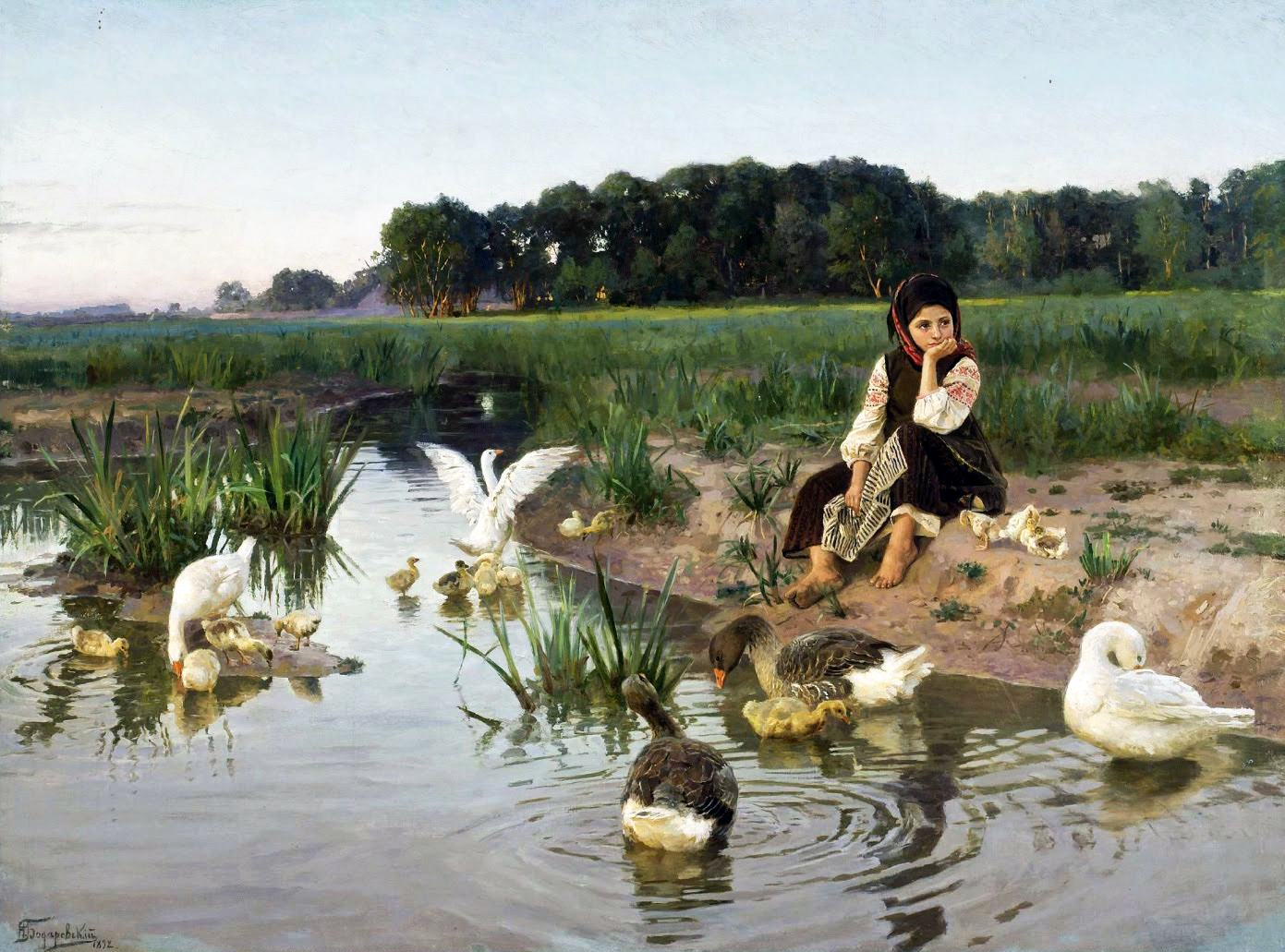
«Малороссия. Девочка с гусями», 1892, холст, масло — частное собрание
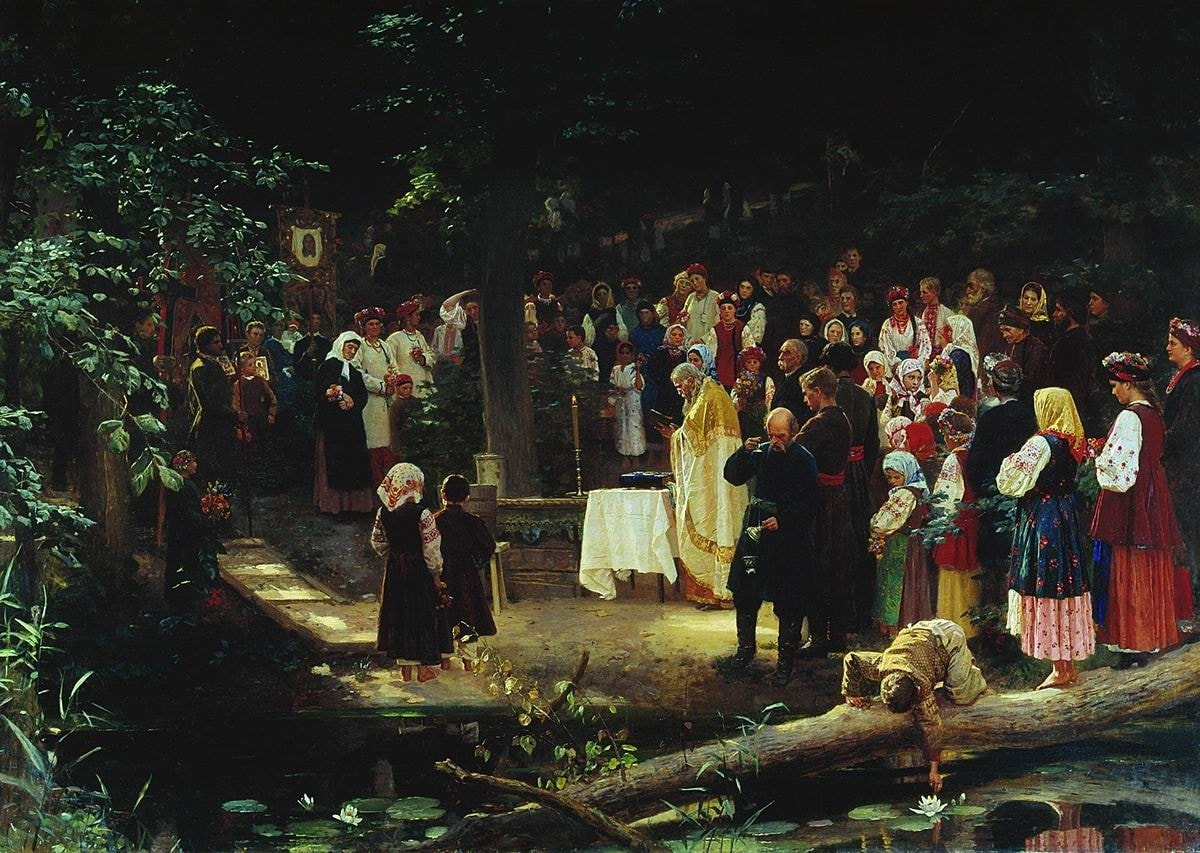
«Яблочный спас в Малороссии», ранее 1921, холст, масло — Омский областной музей изобразительных искусств имени М. А. Врубеля
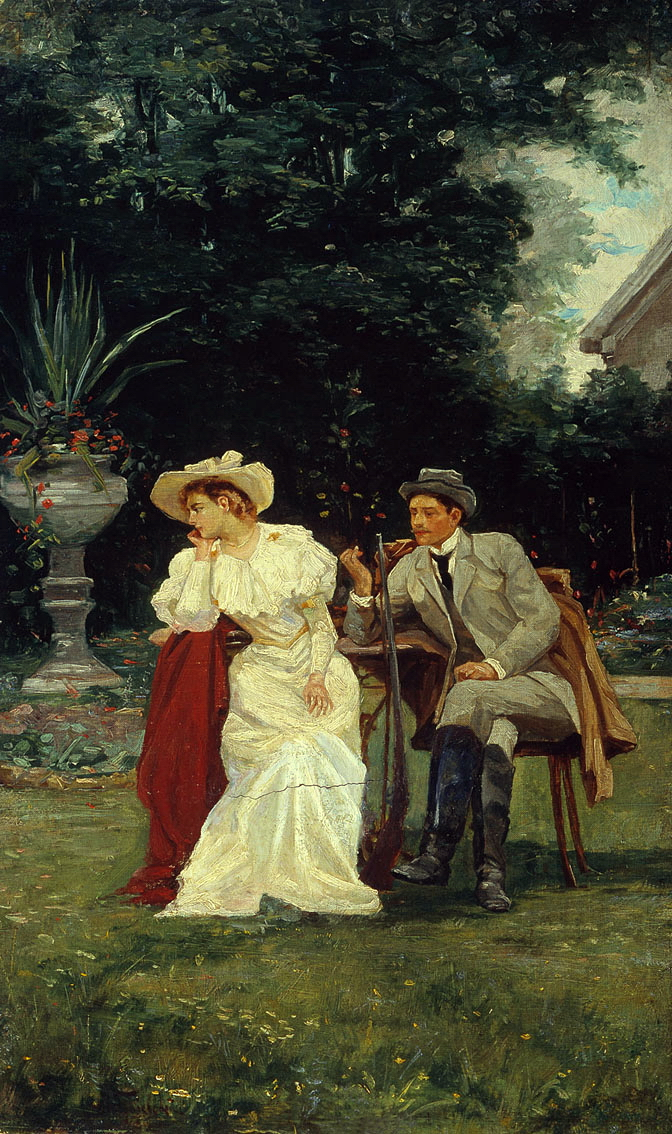
«Увлекательные речи», 1916, холст, масло — Государственный художественный музей Алтайского края
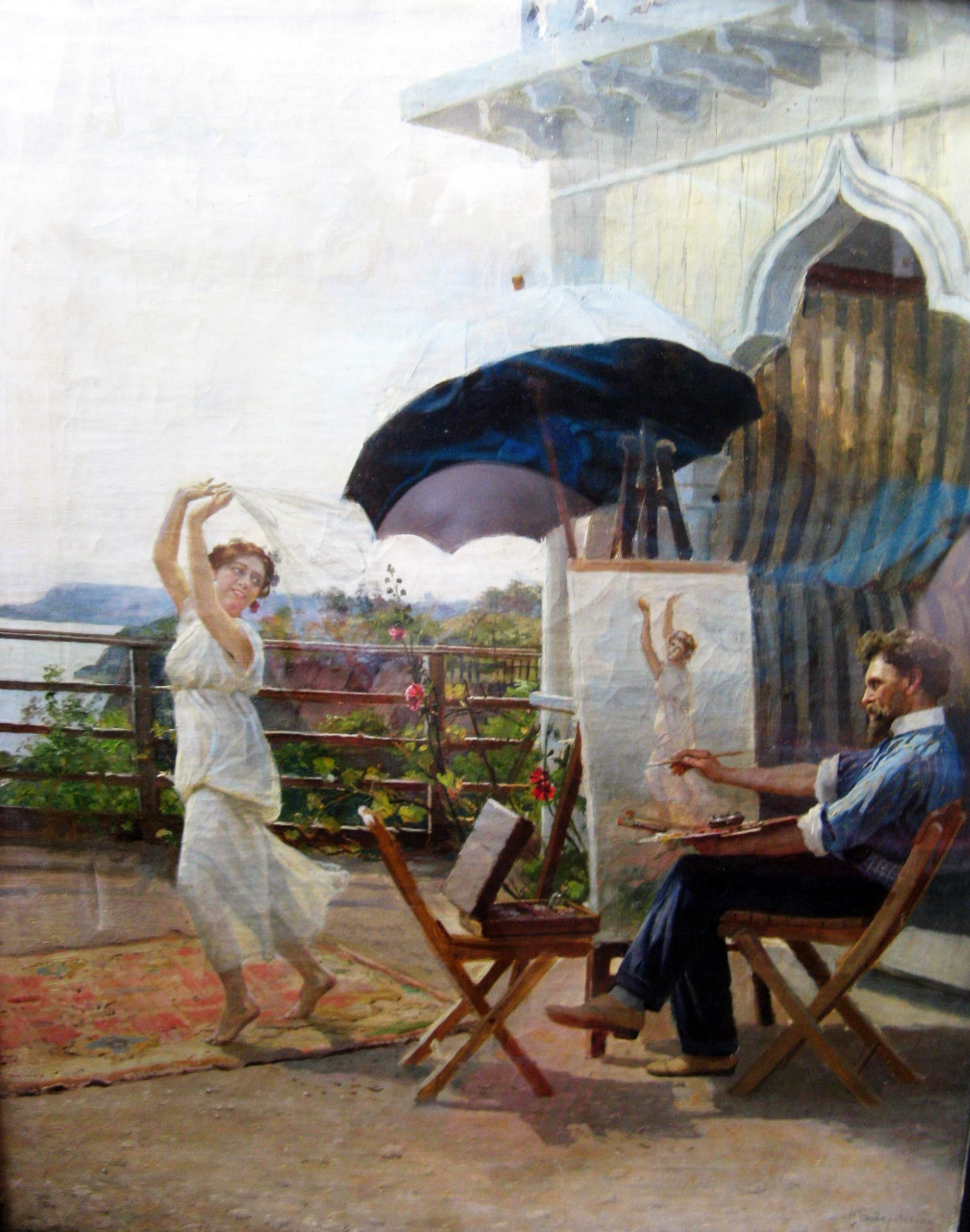
«Автор и модель», 1912, холст, масло — частное собрание
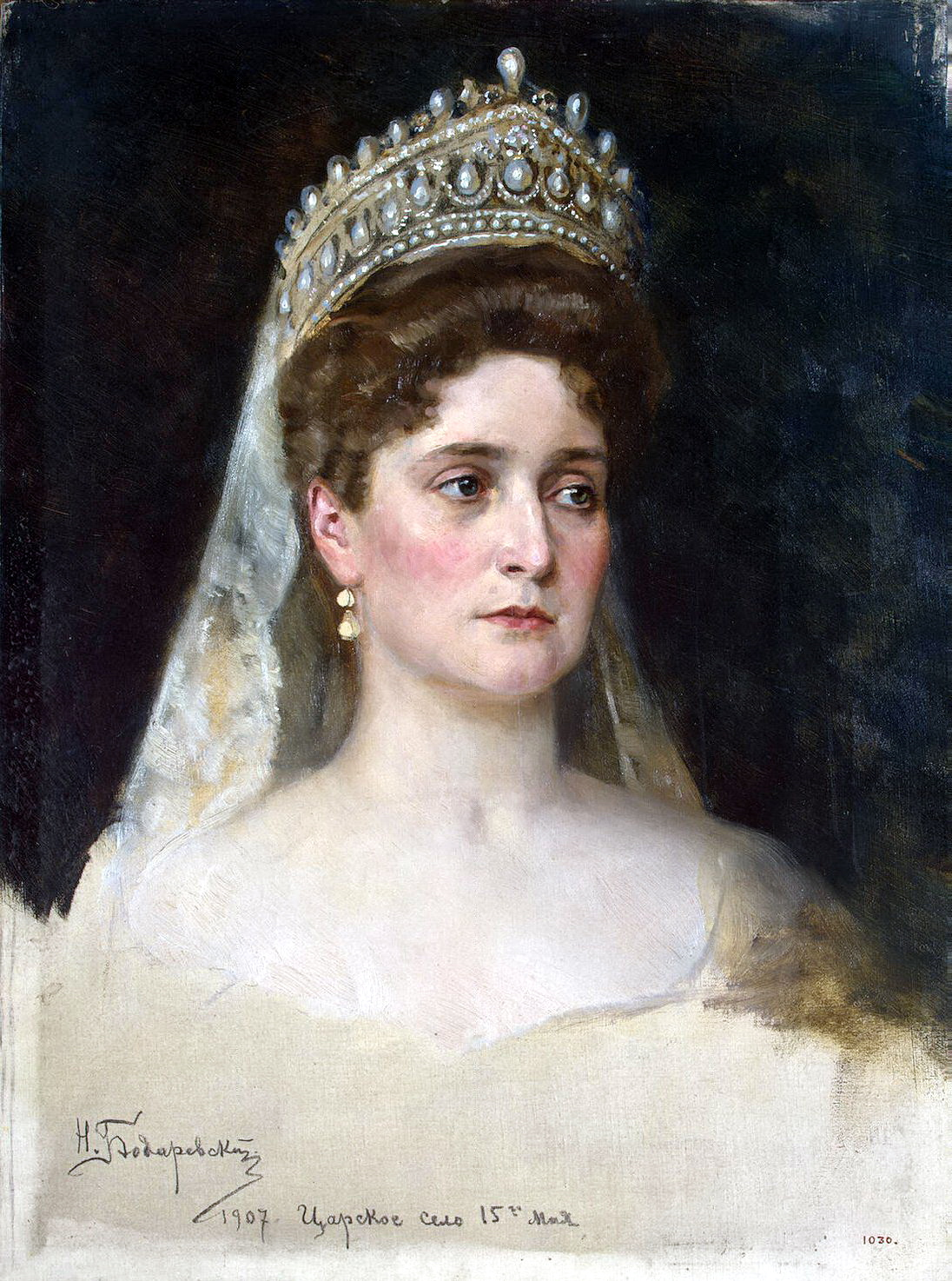
Портрет императрицы Александры Фёдоровны, 1907, холст, масло — Эрмитаж
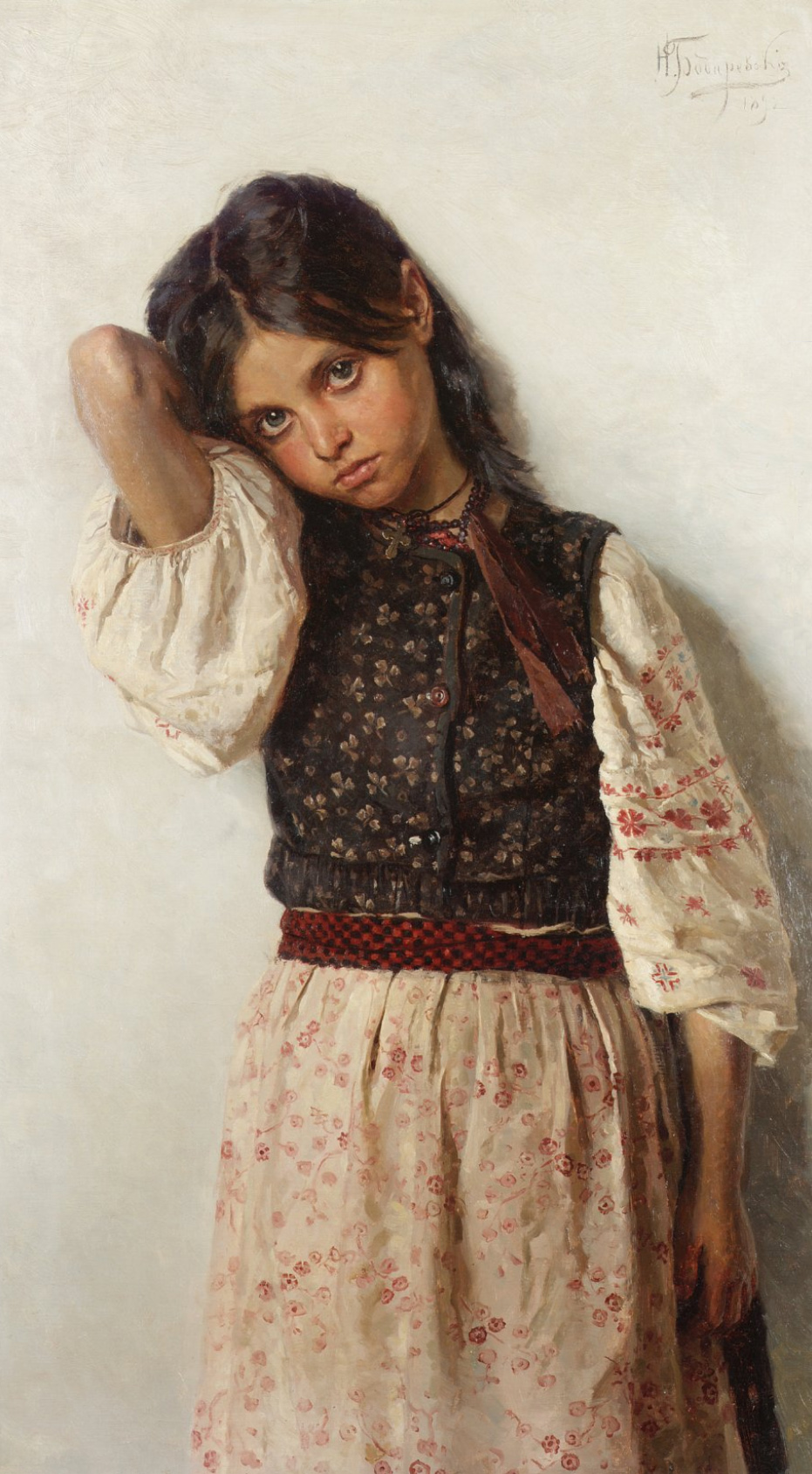
«Девочка из Малороссии», 1892, холст, масло — частное собрание
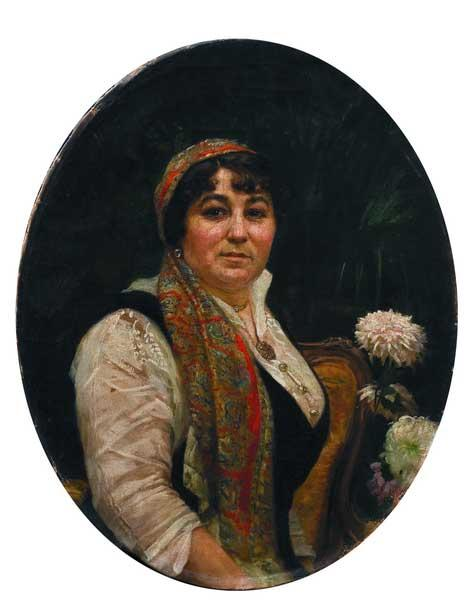
«Женский портрет», 1915, холст, масло — частное собрание
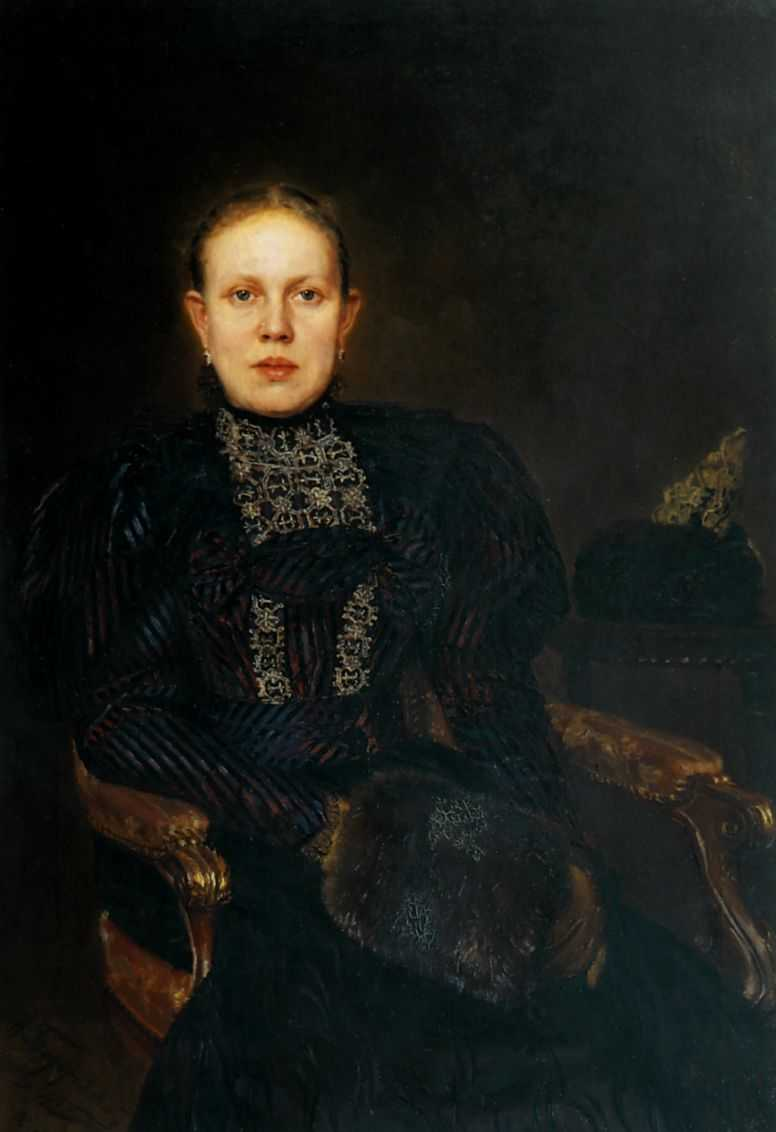
Портрет О. Ф. Бурышкиной, 1897, холст, масло — Государственная Третьяковская галерея
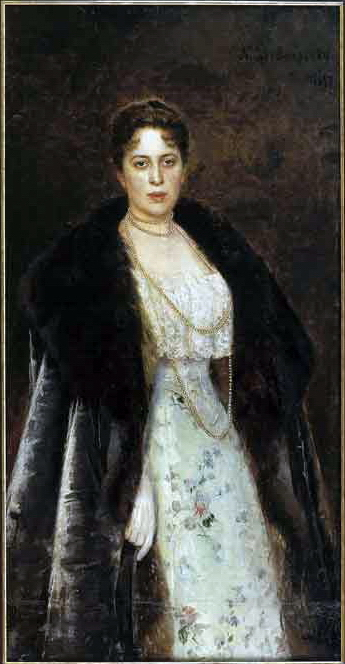
Портрет Маргариты Кирилловны Морозовой, 1897, холст, масло — Мемориальная квартира Андрея Белого
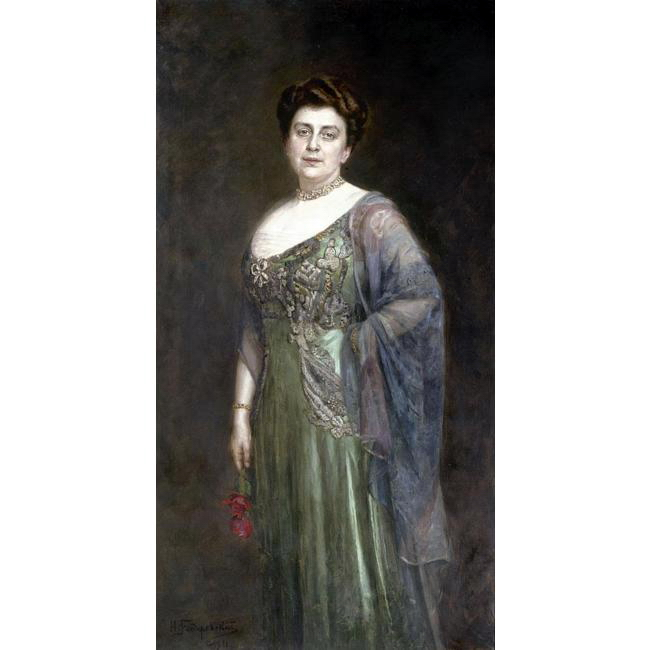
Портрет княгини Гагариной, 1911, холст, масло — частное собрание
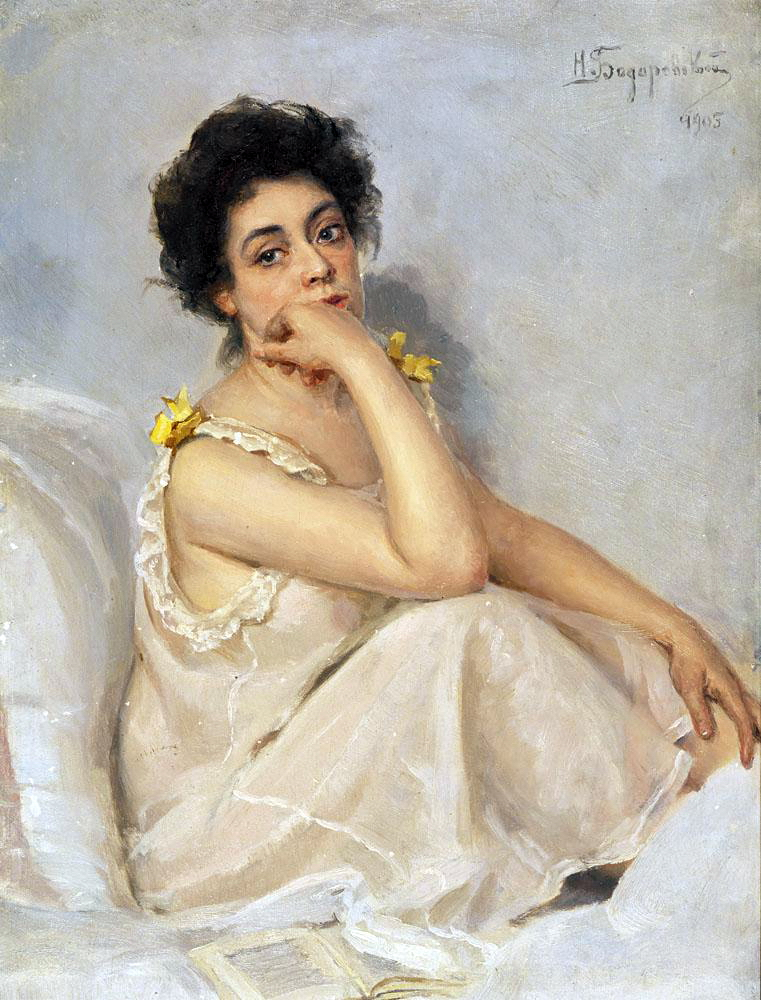
«За книгой», 1905, картон, масло — частное собрание
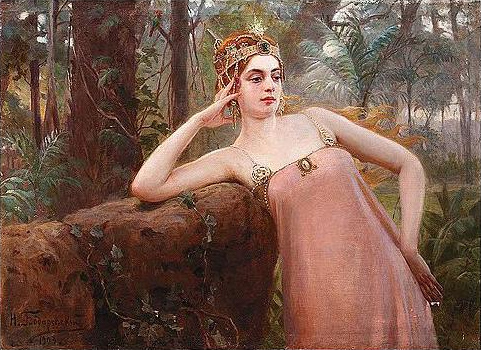
«Красавица-декадентка», 1903, холст, масло — частное собрание
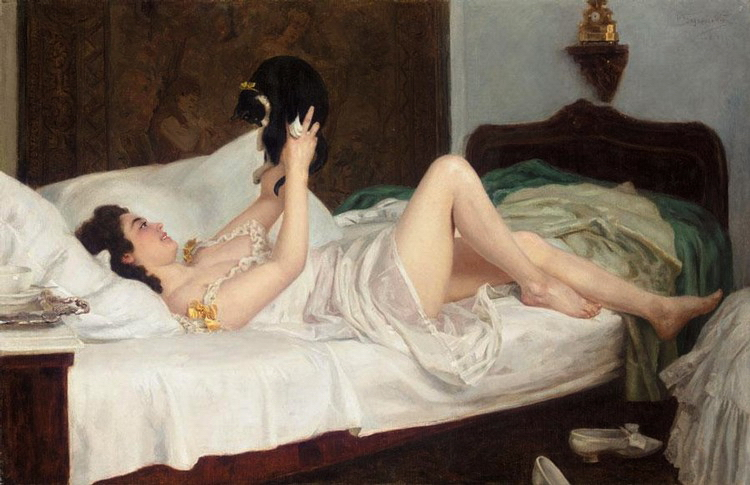
«Любимчик», 1905, холст, масло — частное собрание
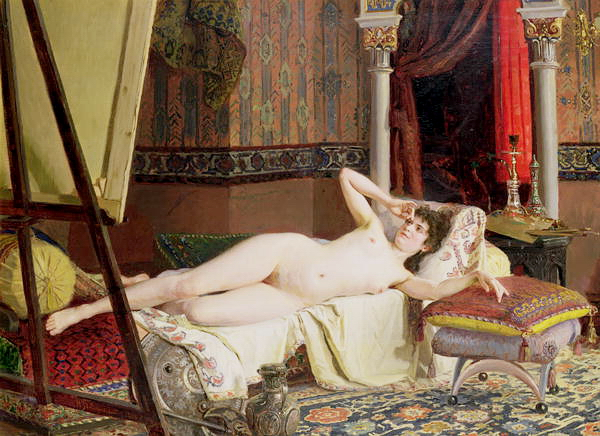
«Натурщица», ранее 1921, холст, масло — частное собрание
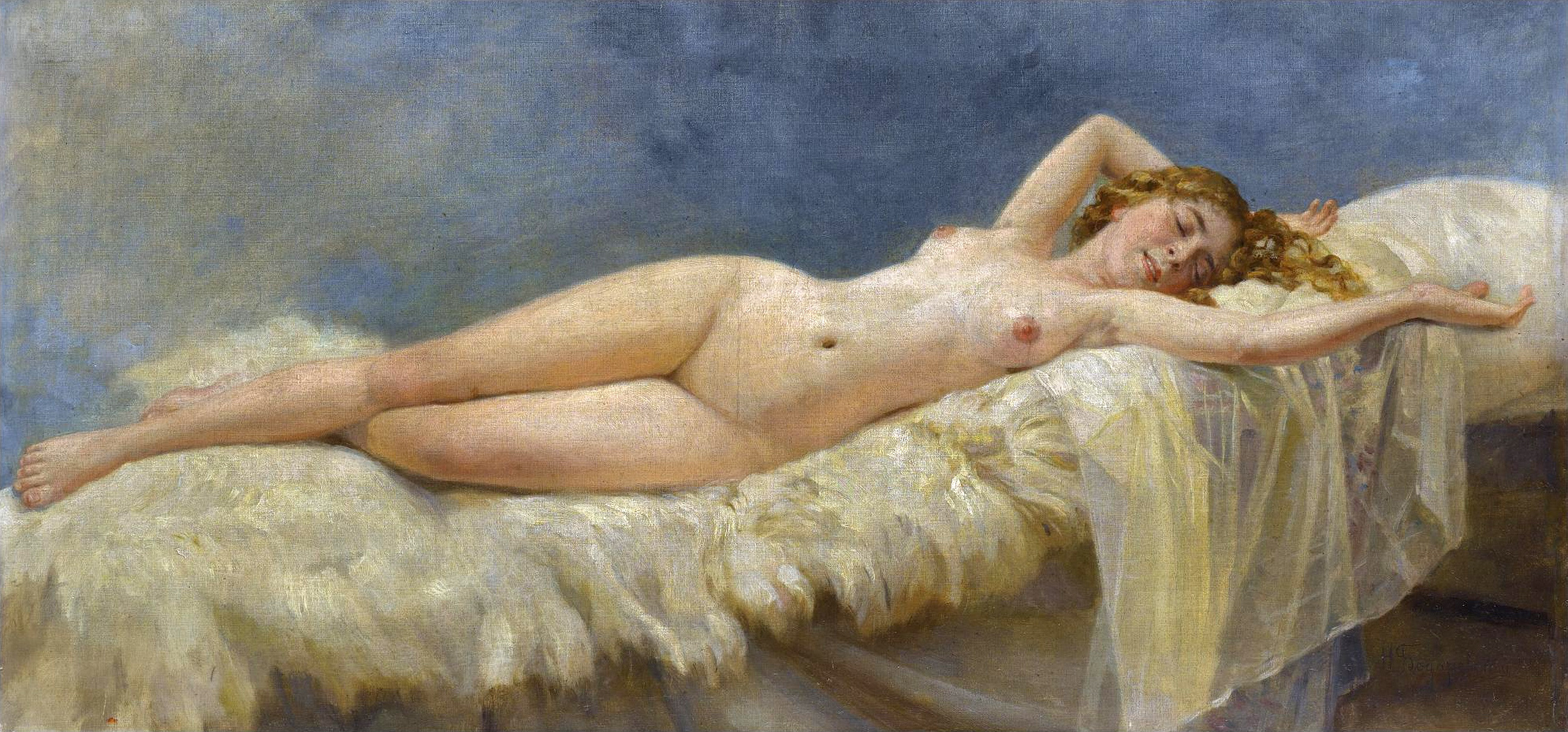
«Лежащая обнаженная», ранее 1921, холст, масло — частное собрание